# Crnogorski brzojav
Crnogorsko brzojavstvo  (orig. crnogorski Knjaževsko Crnogorsko Brzojavstvo) ustanovljeno 1869. uz pomoć Ruskog Carstva kada su otvorena prve brzojavne veze između Cetinja, Rijeke Crnojevića, Orje Luke i nešto kasnije Virpazara. Iste je godine, preko Kotora uspostavljena brzojavna veza s Austro-Ugarskom Monarhijom.

### Povijest crnogorskog brzojavstva
Godine 1870. donesen je Zakon o brzojavstvu Knjaževine Crne Gore. 
Prvi crnogorski telegrafist je bio Nikola Brzak, podrijetlom iz Srbije. 
Ravnatelj (orig. upravitelj) bio je vojvoda Ilija Plamenac, ministar obrane (1879. – 1905.) a brzojavstvo je dugo vremena smatrano ponajprije kao ustanova od vojno-obrambene važnosti crnogorske države.
Do 1910. Crna Gora je imala 25 zemaljskih brzojavnih postaja.

### Radio-telegrafska postaja
Prva radio-telegrafska postaja, ne samo u Crnoj Gori već i na Balkanu, otvorena je u Baru 3. kolovoza 1904., a bila je u vezi s radiotelegrafskom postajom u Bariju (Kraljevina Italija). 
Dobila je naziv Volujica, po brdu na kome je bila smještena zgrada postaje s opremom i antenski sustav od dva rešetkasta stuba visine blizu 50 metara i žičane antene između njih, dok je ona u Bariju imala naziv San Cataldo. 
Svečanosti puštanja u rad radio-postaje bio je nazočan knjaz Nikola I. Petrović uz crnogorske ministre te osobno Guglielmo Marconi i talijanski dužnosnici. 
Nikola I. odlikovao je Marconija Ordenom za nezavisnost Crne Gore.
O ovome događaju otvaranja radio-telegrafske postaje izvješćivao je i  Glas Crnogorca (citat kao u crnogorskom izvorniku): 
- "Već u ranu zoru okupilo se na Volujici, na kojoj je štacija podignuta, hiljadama naroda, kako iz mjesta i okoline mu, tako i iz susjednih pograničnih krajeva. U 9 sati iz jutra stigao je tamo nj. kr. v. Gospodar s pratnjom i dočekan je od okupljenog naroda najburnijim ovacijama. Nakon izvršenog crkvenog obreda vojvoda Gavro Vuković održao je govor na koji mu je odgovorio markiz Kuzani, a na kraju se Markoni zahvalio knjazu Nikoli na lijepom dočeku i ukazanim počastima. Nakon ovoga, slijedio je pregled radiotelegrafske stanice i na kraju se prišlo zakuski u paviljonu naročito podignutom za tu priliku. Prilikom zakuske, knjaz Nikola je nazdravio kralju Italije i poželio sreću i napredak italijanskom narodu, a Markoni, uzvraćajući zdravicu, to isto je poželio knjazu Nikoli i crnogorskom narodu. Drugu zdravicu knjaz je podigao u zdravlje Franca Josifa (Franjo Josip I.), vladara susjedne monarhije. Na kraju su pročitane depeše koje je knjaz Nikola tom prilikom uputio italijanskom kralju, austrijskom caru".

## Vanjske poveznice
- (crnog.) O otvaranju radio-telegrafske postaje u Baru 1904.g.